# جیمز آر تامپسون، جونیور
جیمز آر تامپسون، جونیور (انگلیسی: James R. Thompson, Jr.؛ ۶ مارس ۱۹۳۶-۷ نوامبر ۲۰۱۷ (۸۱ سال)) یک افسر اهل ایالات متحده آمریکا بود. وی بین سال ۱۹۸۹ تا ۱۹۹۱ میلادی معاون مدیر کل سازمان فضایی ناسا بود. وی همچنین بین ۱۹۸۶ تا ۱۹۸۹ به عنوان پنجمین مدیر کل مرکز پروازهای فضایی مارشال مشغول به فعالیت بود.